# Skorohodove, Talalaiivka
Skorohodove (în ucraineană Скороходове) este un sat în comuna Lîpove din raionul Talalaiivka, regiunea Cernihiv, Ucraina.

## Demografie
Componența lingvistică a localității Skorohodove
     Ucraineană (98,45%)
     Rusă (1,29%)
     Alte limbi (0,13%)
Conform recensământului din 2001, majoritatea populației localității Skorohodove era vorbitoare de ucraineană (98,45%), existând în minoritate și vorbitori de rusă (1,29%).